# تيشا فلوكير
تيشا فلوكير (بالإنجليزية: Tye'sha Fluker)‏ مواليد 27 ديسمبر 1984 في باسادينا، هي لاعبة كرة سلة أمريكية. تم اختيارها من قبل فريق شارلوت ستينغ خلال الدرافت. يبلغ طولها 6 قدم 5 بوصة (2.0 م).

## المسيرة الاحترافية
لعبت مع شارلوت ستينغ في سنة 2006، ثم لعبت مع سياتل ستورم في سنة 2007، ثم لعبت مع لوس أنجلوس سباركس في سنة 2007، ثم لعبت مع شيكاغو سكاي في سنة 2008.

## روابط خارجية
- تيشا فلوكير على موقع الاتحاد الوطني لكرة السلة النسائية (الإنجليزية)
- تيشا فلوكير على موقع كرة السلة الأوروبية.كوم (الإنجليزية)
- تيشا فلوكير على موقع كلية كرة السلة في سبورتس رفرنس.كوم (الإنجليزية)
- تيشا فلوكير على موقع بروبوليرز (الإنجليزية)
- تيشا فلوكير على موقع سبورتس رفرنس (الإنجليزية)